# Garfield: Caught in the Act
 (octobre 2019).
Si vous disposez d'ouvrages ou d'articles de référence ou si vous connaissez des sites web de qualité traitant du thème abordé ici, merci de compléter l'article en donnant les références utiles à sa vérifiabilité et en les liant à la section « Notes et références ».
Garfield: Caught in the Act est un jeu vidéo de plates-formes sorti en 1995 sur Mega Drive et Game Gear. Le jeu, développé et édité par Sega, est basé sur le personnage Garfield.